# Дукенов, Ыкылас
Ыкылас (Ихлас) Дукенов (Дукенулы) (1843, ныне Карагандинская область, Жанааркинский район — 1916, ныне Жамбылская область, Сарысуский район, местность Куарал) — казахский народный композитор-кюйши, кобызист, один из основателей школы кобыза.

## Биография

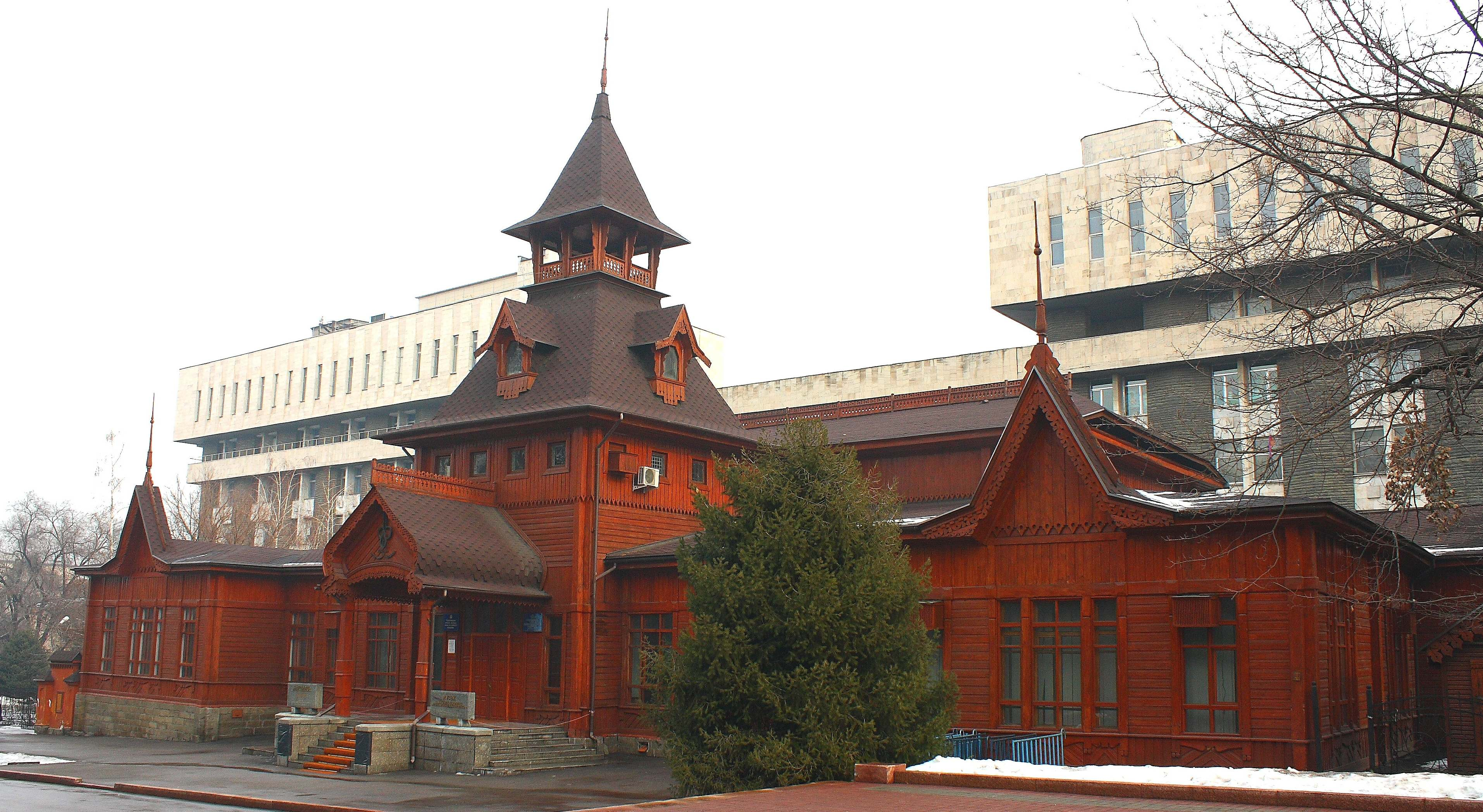
Алма-Ата. Здание Музея народных музыкальных инструментов имени Ыкыласа. Построено в 1908 году.

Ыкылас происходил из казахского племени жетыру (Младший жуз), подрода тама, внутри тама — жоги. Он родился в творческой семье: его дед Алтынбек был искусным ювелиром, кузнецом, мастерил музыкальные инструменты, играл на них, отец Дукен славился как кюйши-виртуоз. Поэтому Ыкылас с детства впитал в себя мотивы устного творчества (жыр, легенды, сказки, кысса), рано определился как музыкант — с 7—8 лет умел исполнять кюи отца, в 15 лет выступал перед большой аудиторией. Необыкновенный талант юноши был отмечен известными акынами Жанаком Сагындыкулы и Шоже Каржаубайулы, высокую оценку его музыкальному исполнительскому умению дали знаменитые Таттимбет Казангап-улы и Тока Шонман-улы.
В 18-летнем возрасте Ыкылас внёс большие изменения в кюи отца, подняв их к высотам классической формы, тогда же он начал бороться за чистоту и ясность звучания кобыза. По словам А. К. Жубанова, он «первым вырвал кобыз из рук баксы и поставил этот замечательный народный инструмент с человеческим голосом на службу новой жизни народа».
Исполняя произведения устного народного творчества на кыл-кобызе, Ыкылас одновременно развил и углубил звуковой комплекс этого инструмента. Первые его оригинальные кюи тесно связаны с интонациями музыкального фольклора. В ряду других музыкальных произведений они отличаются необычностью темпа, ритмичностью построения, многогранностью тематического диапазона, идейным содержанием. Ему принадлежат кюи героико-эпического, философско-лирического плана («Кертолгау», «Коныр», «Ыкылас», «Казан», «Камбар — Назым», «Жезкиик», «Акку», «Шынырау», «Жалгыз аяк»), социально-гражданские, сатирические кюи, высмеивающие волостных управителей, представителей царской власти («Ерден», «Жарым патша», «Бесторе» и другие).
В городах Омске, Петропавловске, Акмолинске, на ярмарках, где бывал Ыкылас, он не находил себе равных в игре на кобызе. Его учениками были известные мастера народного искусства Сугир Алиулы, Ашай, Айкен, сын Ыкыласа — Тусупбек также мастерски играл на кобызе, научил кюям своего отца Д. Мыктыбаева.

## Память
В Таразе раз в два года проводится республиканский конкурс исполнителей на кобызе «Жез киік», посвященный памяти Ыкыласа. Состязания открывает игрой на кобызе самого Ыкыласа один из его потомков.
В Астане названа улица в честь Ыкыласа Дукенулы.
Республиканский музей музыкальных инструментов имени Ыкыласа в Алматы.